# 耳つぼ
耳ツボ（みみつぼ）とは、耳介の経穴であり東洋医学が発祥。

## 概要
経穴とは、中医学、漢方医学、経絡学の概念で、身体表面の特定の部位に指圧、鍼、灸で刺激を与えることで体調の調整、諸症状の緩和を図れるとするものであり一般にはツボと呼ばれる耳にある経穴である
フランスの医師 Dr Paul Nogierポールノジェは耳の経穴を焼いて治療する伝承療法を試みて腰痛や坐骨神経痛が治ったという話を元に『耳介には胎児が逆さまに投影されている』と考えるに至り、42の耳介を定め1957年にTreatise of Auriculotherpyを発表した。
耳介の西洋伝承療法を土壌に発芽した耳介反射刺激療法は何千年も前から中国に伝わる東洋医学の耳ツボ刺激の治療法と合わせて発展したものである。
現在では米軍の痛みの緩和にも使われている。
耳介は身体全身を投影しており、耳介を揉むことで血流とリンパの流れを良好にし耳介の反射区を刺激することで痛みの緩和や鎮静作用、機能の活性化などの効果を出す。
耳と自律神経
耳には自律神経の交感神経と副交感神経の求心繊維が密集して分布している。